# Nisaetus kelaarti
El águila azor de Ceilán (Nisaetus kelaarti) es una especie de ave de presa de la familia Accipitridae. Es un ave de mediano tamaño, propio de Sri Lanka y el sur de India. Anteriormente fue clasificado como una subespecie del águila azor montañesa (Nisaetus nipalensis). El nombre científico conmemora al naturalista ceilandés Edward Frederick Kelaart.